# Episodi di Royal Playhouse (prima stagione)
La prima stagione della serie televisiva Royal Playhouse (Fireside Theater) è andata in onda negli Stati Uniti dal 5 aprile 1949 al 28 giugno 1949 sulla NBC.
| nº | Titolo originale                    | Prima TV USA   | Titolo italiano | Prima TV Italia |
| -- | ----------------------------------- | -------------- | --------------- | --------------- |
| 1  | Friend of the Family                | 5 aprile 1949  |                 |                 |
| 2  | Ghost Story                         | 12 aprile 1949 |                 |                 |
| 3  | Leonard Silliman's New Faces        | 19 aprile 1949 |                 |                 |
| 4  | Meet My Sister                      | 3 maggio 1949  |                 |                 |
| 5  | Time Bomb                           | 10 maggio 1949 |                 |                 |
| 6  | Brain Bobby                         | 17 maggio 1949 |                 |                 |
| 7  | Make a Wish                         | 24 maggio 1949 |                 |                 |
| 8  | Feature Story                       | 7 giugno 1949  |                 |                 |
| 9  | Dance Discoveries                   | 14 giugno 1949 |                 |                 |
| 10 | The Stronger/A Terribly Strange Bed | 21 giugno 1949 |                 |                 |
| 11 | Father                              | 28 giugno 1949 |                 |                 |

## Friend of the Family
- Diretto da:
- Scritto da:

### Trama
- Interpreti: Charles Bronson (Cooper), Yul Brynner, Virginia Gilmore, Raimonda Orselli, Frank Wisbar (se stesso  - presentatore)

## Ghost Story
- Diretto da:
- Scritto da:

### Trama
- Interpreti: Eda Heinemann, Dorothea Jackson, Ethel Remey, Michael Sivy, Frank Wisbar (se stesso  - presentatore)

## Leonard Silliman's New Faces
- Diretto da:
- Scritto da:

### Trama
- Interpreti: June Carroll, Wally Cox

## Meet My Sister
- Diretto da:
- Scritto da:

### Trama
- Interpreti: Betty Kean, Jane Kean

## Time Bomb
- Diretto da:
- Scritto da:

### Trama
- Interpreti: Robert Bice, John Mitchum

## Brain Bobby
- Diretto da:
- Scritto da:

### Trama
- Interpreti:

## Make a Wish
- Diretto da:
- Scritto da:

### Trama
- Interpreti:

## Feature Story
- Diretto da:
- Scritto da:

### Trama
- Interpreti:

## Dance Discoveries
- Diretto da:
- Scritto da:

### Trama
- Interpreti: Paul Draper, Igor Youskevitch

## The Stronger/A Terribly Strange Bed
- Diretto da:
- Scritto da:

### Trama
- Interpreti: Geraldine Fitzgerald (segmento 'the stronger'), Richard Greene (segmento 'a terribly strange bed')

## Father
- Diretto da:
- Scritto da:

### Trama
- Interpreti: Harry Bannister, Curt Conway